# جو موراي
جو موراي (بالإنجليزية: Joe Murray)‏ (1914 بأودينغستن في المملكة المتحدة - 1 أكتوبر 1990) هو لاعب كرة قدم بريطاني (وحمل سابقاً جنسية المملكة المتحدة لبريطانيا العظمى وأيرلندا) في مركز نصف الجناح. لعب مع نادي بارتيك ثيسل ونادي برينتفورد وهاميلتون أكاديميكال وBurnbank Athletic F.C. ‏ وBlantyre Celtic F.C. ‏ وThorniewood United F.C. ‏ ونادي آير يونايتد.

## وصلات خارجية
- جو موراي على موقع قاعدة بيانات كرة القدم.إي يو (الإنجليزية)
- جو موراي على موقع قاعدة بيانات كرة القدم.إي يو (الإنجليزية)